# Erwin George Baker
Erwin George Baker, detto Cannonball (Contea di Dearborn, 12 marzo 1882 – Indianapolis, 10 maggio 1960), è stato un pilota automobilistico, pilota motociclistico e dirigente sportivo statunitense.
Durante la sua carriera agonistica fu pilota motociclistico e  automobilistico sia su stock car che su auto a ruote scoperte; prese parte alla 500 miglia di Indianapolis del 1922 e stabilì più di 100 record di velocità su terra nelle lunghe traversate fra New York e Los Angeles. Solitamente questi suoi tentativi di record venivano effettuati al fine di promuovere dei modelli di veicoli.
Ritiratosi divenne il primo commissioner della NASCAR.
Dopo la sua morte la corsa coast to coast Cannonball Run e il film omonimo che questa ispirò furono chiamati con il suo nome in suo onore.
Baker è stato inserito nella Motorcycle Hall of Fame, nell'Indianapolis Motor Speedway Hall of Fame e nella NASCAR Hall of Fame. Questo livello di onori e successi in tante specialità differenti gli fecero guadagnare il titolo di "King of the Road" (re della strada).